# Teijsmanniodendron pteropodum
Teijsmanniodendron pteropodum là một loài thực vật có hoa trong họ Hoa môi. Loài này được (Miq.) Bakh. miêu tả khoa học đầu tiên năm 1921.